# En iskall i Alexandria
En iskall i Alexandria (engelska: Ice-Cold in Alex) är en brittisk långfilm från 1958 i regi av J. Lee Thompson, med John Mills, Sylvia Syms, Anthony Quayle och Harry Andrews i rollerna.

## Rollista
| John Mills     | – Kapten Anson                         |
| Sylvia Syms    | – Syster Diana Murdoch                 |
| Anthony Quayle | – Kapten van der Poel/Kapten Otto Lutz |
| Harry Andrews  | – Tom Pugh                             |
| Diane Clare    | – Syster Denise Norton                 |
| Richard Leech  | – Kapten Crosbie                       |
| Liam Redmond   | – Brigadgeneral (DDMS)                 |
| Peter Arne     | – Brittisk officer                     |